# Villagarzón (ort)
Villagarzón är en ort i Colombia.   Den ligger i departementet Putumayo, i den sydvästra delen av landet, 500 km sydväst om huvudstaden Bogotá. Villagarzón ligger 446 meter över havet och antalet invånare är 7 015.
Terrängen runt Villagarzón är kuperad norrut, men söderut är den platt. Runt Villagarzón är det ganska glesbefolkat, med 36 invånare per kvadratkilometer. Närmaste större samhälle är Mocoa, 12,6 km norr om Villagarzón. I omgivningarna runt Villagarzón växer i huvudsak städsegrön lövskog.